# گمینا واشن
گمینا واشن (به لهستانی:  Gmina Łasin) یک گمینا در لهستان است که در شهرستان گروجونتس واقع شده‌است. گمینا واشن ۱۳۶٫۵۸ کیلومتر مربع مساحت و ۸٬۲۸۸ نفر جمعیت دارد.